# 巴西四絲無鬚鯰
巴西四絲無鬚鯰，為輻鰭魚綱鯰形目項鰭鯰科的其中一種，為熱帶淡水魚類，分布於南美洲巴西亞馬遜河下游流域，體長可達17.6公分，棲息在底層水域，生活習性不明。